# Celulă electrochimică
Prin celulă electrochimică se desemnează în general un recipient ce conține o soluție ionică în care sunt introduși doi sau mai mulți electrozi metalici sau de altă natură. Poate funcționa ca celulă galvanică sau electrolitică.